# Matteo Amalfi
Matteo Amalfi (Santa Maria di Castellabate, 2 de abril de 1932 — São Paulo, 2014) foi um estilista italiano radicado no Brasil. Quando tinha treze anos, sua família mudou-se da Itália para a capital paulista em 1944. Autodidata na costura, cursou faculdade de economia e começou trabalhando no escritório da família Matarazzo sob influência do pai, mas desde sempre desenhava e foi logo contratado pela butique Signorinella.
Amalfi adquiriu popularidade durante a década de 1960, quando os jornais da época o colocavam ao lado de Denner Pamplona de Abreu (1936-1978) e Clodovil Hernandes (1937-2009) na chamada "guerra das tesouras". Ao contrário da tendência pomposa dos dois, seu estilo preferia a alfaiataria clássica. Segundo ele: "A briga foi uma invenção da mídia. O 'gênio asmático' [Dener] e a 'Nega Vina' [Clodovil] fizeram questão de alimentar a loucura. Eu era um menino quando fui jogado no meio daquelas víboras. Eu era o 'anjo de Botticelli' por causa dos olhos azuis."
Amalfi vestiu aeromoças da TAM e das extintas Varig, Vasp e Transbrasil entre 1980 e 1990 e, antes disso, confeccionou modelos para candidatas à Miss São Paulo. Nos últimos anos de vida, além de desfiles beneficentes, realizava desfiles fechados para a Associação Paulista de Magistrados e grande parte de sua clientela era constituída por juízas e advogadas. Trabalhava com prêt-à-porter sob medida num ateliê localizado numa das vilas do bairro dos Jardins. De personalidade sarcástica e irônica, também era conhecido por ser fumante compulsivo.
Na quarta-feira de cinzas de 2014, Matteo Amalfi foi encontrado morto aos 81 anos em seu apartamento em São Paulo, vítima de um aneurisma, deixando sobrinhos e dois irmãos, incluindo Letizia Amalfi, que era sua companheira de trabalho no ateliê.

## Prêmios[3]
- 1968 - Revelação do ano pela Revista Manchete entre os 10 estilistas de primeira linha no Brasil.
- 1971 - Medalha de ouro da FENIT.
- 1974 - Medalha Ana Néri.
- 1977 - Troféu Gladiador de Melhor do Ano.
- 1978 - Melhor do ano pela Imprensa de São Paulo.
- 1985 - Supercap de Ouro (pelos 6 anos seguidos de vitória).